# Milan Michal Harminc

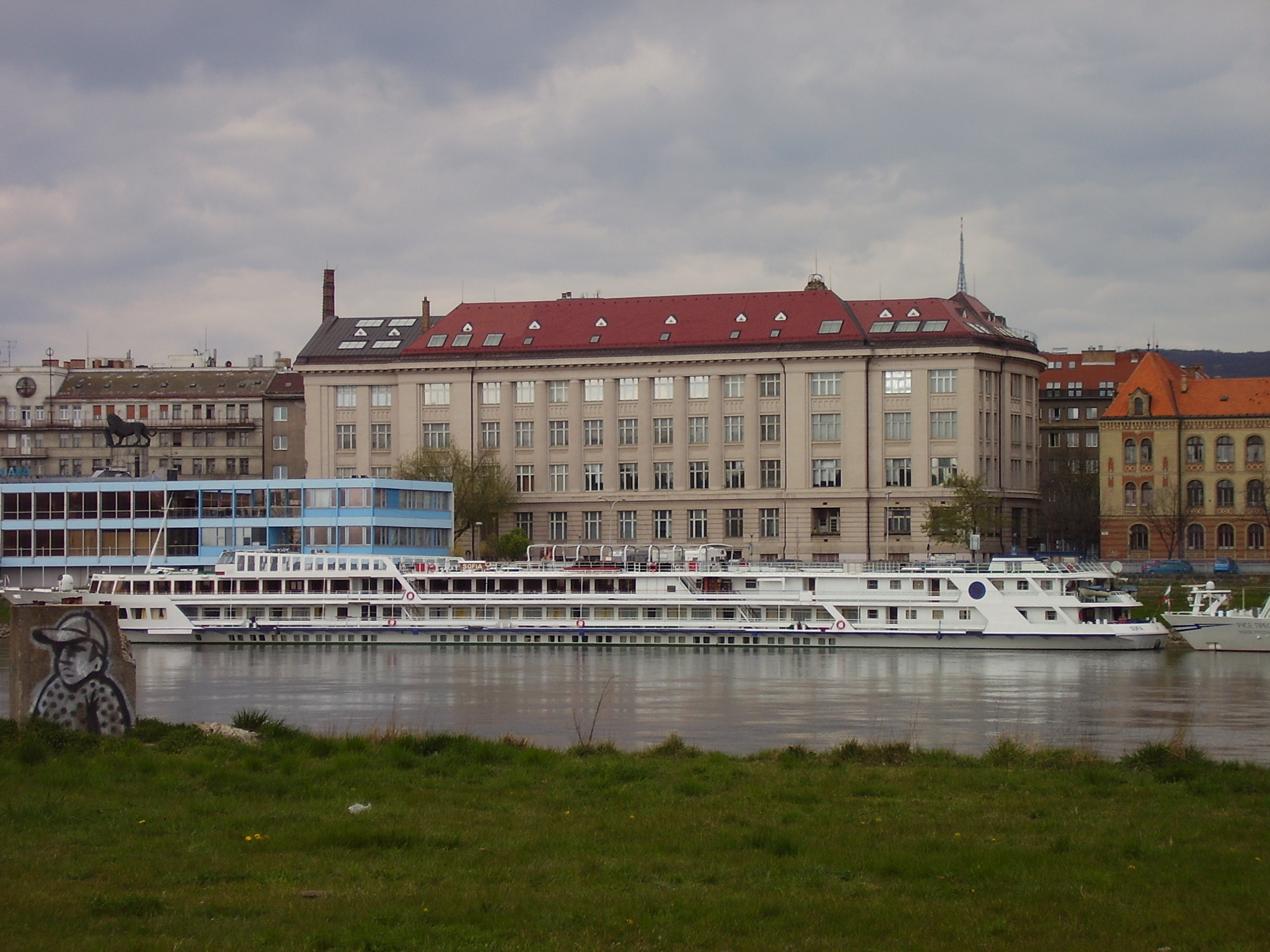
Milan Michal Harminc, hlavní budova Slovenského národního muzea

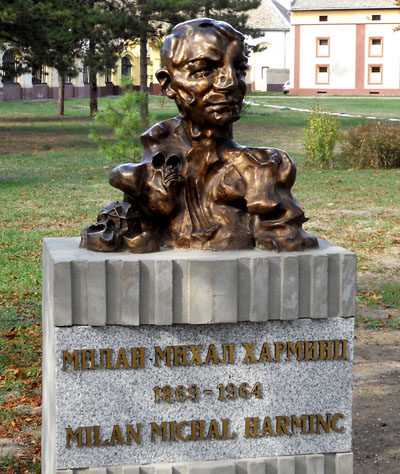
Milan Michal Harminc, busta v srbském Kulpíně

Milan Michal Harminc (7. října 1869 Kulpín – 5. července 1964 Bratislava) byl jedním z nejaktivnějších slovenských architektů. Patřil k takzvané první generaci slovenských architektů. Jako projektant a stavitel byl činný 65 let (1886–1951).
Naprojektoval přes 300 budov v Evropě, z toho 171 na Slovensku. Postavil 108 kostelů (resp. chrámů) pro všechny konfese.

## Životopis

### Dětství a studium
Narodil se v Kulpíně u Petrovce v Bácské župě v Srbském knížectví. V Kulpíně dokončil základní školu. Mezi lety 1881 a 1882 studoval na německé škole v Bulkesi (dnešní Maglić) a v letech 1882–1883 na německé akademii v Novém Sadu. Po absolvování školy působil u svého otce jako pomocník. Právě zde se naučil rýsovat stavitelské plány. Studoval stavební konstrukce, ohledně nichž začal prezentovat vlastní nápady a řešení.

### Praxe a působení
Později odešel do Budapešti, kde se prosadil jako autodidakt. V roce 1887 vstoupil do Slovenského spolku. Byl jeho aktivním členem. Působil jako knihovník a později i jako předseda, také se staral o spevokol, či divadelní kroužek – všestranně podporoval slovenský život. Díky tomu se blíže seznámil i se slovenským národním hnutím. Po absolvování vojenské prezenční služby pracoval pro více stavitelů a firmy například u Jana N. Bobule, ve firmě Schikedanz a Herzog (1894–1896), také vypomáhal architektovi Kauserovi.
Po nabytí mnoha zkušeností si jako osmadvacetiletý 1. dubna 1897 založil vlastní projekční a stavitelskou kancelář v Budapešti. Měl už na totéž provozní předpoklady a vytvořil si vlastní okruh spolupracovníků. Na začátku se věnoval především projektování obytných a rodinných domů – na Slovensku zejména v Turci a Liptově. V roce 1902 v Liptovském Mikuláši navrhl vilku pro Dr. E. Stodolu v duchu romantického secesního folklorismu. Navrhl i pár kostelů, administrativních či kulturních staveb. Zednickou mistrovskou školu ukončil v roce 1904. O čtyři roky později složil stavitelskou zkoušku a získal kvalifikaci a titul stavitele. Ve stejném období poznal ve Vídni Annu Holcovou ze Žiliny, se kterou se i oženil.
V roce 1914 změnil své působiště a přestěhoval se na Slovensko do Liptovského Mikuláše, kde v letech 1916–1918 vlastnil projekční a stavitelskou firmu. Byl přesvědčen, že právě zde se bude soustřeďovat celý slovenský život. Roku 1920 byl zvolen členem Ústředny všech stavitelských korporaci a v letech 1921 až 1923 působil jako předseda Organizační jednoty stavitelů Slovenska. V tomto období (1922) se přestěhoval do Bratislavy, kde pracoval jako samostatný architekt až do ukončení aktivní projektové činnosti v roce 1951. V roce 1953 byl jmenován prvním čestným členem Svazu Slovenských architektů. Zemřel 5. července 1964 ve věku 94 let v Bratislavě.

## Význam
Slovenský národ již před první světovou válkou účinkoval na širokém poli tvůrčích činností, nejen na poli literárním, ale i na poli stavebnictví. Jeho dílo je příkladem rozvoje architektury od klasicismu po současnou architekturu funkcionalismu. Vyrůstal v Budapešti, kde se jako sedmnáctiletý mladík svou prací, talentem a snahou o vzdělání dopracoval od dělnického zaměstnání přes stavitelské zkoušky po zkušeného tvůrce slovenské architektury. Na Slovensku stavěl monumentální objekty, které pozvedaly sebedůvěru slovenského lidu, a svou činností ovlivnil mladší generace architektů. Stavěl monumentální banky, muzea, sanatoria, školy, nemocnice, administrativní budovy a také kostely pro mnohé konfese, které tvoří značnou část jeho díla v rozmanitých stylech až po funkcionalismus s jednoduchostí masy a jejím členěním.

## Činnost
- 1886–1890 – práce ve firmě Neuschlos
- 1893–1894 – kreslič a projektant u Jana N. Bobule
- 1894–1897 – u architekta A. Schikedanza
- 1897–1915 – majitel projekční a stavitelské kanceláře v Budapešti
- 1915–1922 – Liptovský Mikuláš
- 1922–1951 – Bratislava

## Tvorba
M. M. Harminc byl asi nejproduktivnějším slovenským architektem 20. století.[zdroj⁠?!] Proměny architektury konce 19. století a první poloviny 20. století jsou viditelné v jeho více než tři sta projektech, jejichž je autorem. Jejich hodnota není v tvorbě nového architektonického tvarosloví. Byl mistrem v používání adekvátního tvarosloví a celkového působení své budovy v daném prostředí, hlavně v městském. Jeho tvorbu lze rozdělit do tří období, kde lze identifikovat znaky tří výtvarných proudů evropské architektury.

### První období
Do prvního období patří jeho počátky a také činnost před první světovou válkou, když za rakousko-uherské monarchie působil v Budapešti. V tomto období většinou projektoval rodinné domy a vilky, pár menších administrativních i kulturních budov a kostely. Po výtvarné stránce je jeho tvorba ovlivněna romantizujícím pseudohistorizmom. Přešel od používání štukových dekorativních článků na průčelích k skladebných zjasnění a zjednodušení.

#### Rodinné domy, vily a nájemní domy
Před válkou postavil v Budapešti asi 45 domů, například:
- dům Aladár (1897–1898) – typický příklad reprezentativního nájemního domu. Jde o volně stojící dvoupatrovou budovu s mansardovou střechou postavenou v konstrukčním a dispozičním trojtraktě. Fasády jsou řešeny rozdílně. Zatímco boční a zadní jsou jednoduché a hladké, uliční fasáda je bohatě zdobena prvky pseudobarokního historismu.
- činžovní dům pro A. Bulyovszkého, Budapešť (1899–1901)
- činžovní dům Pála Joanovicsa, Budapešť (1901–1902)
- dům Zimányho, Dolný Kubín (1902)
- Slovenský dům Dr. Stodolu, Liptovský Mikuláš (1902) – vila, jíž dal romantický vzhled zdrobněného zámku. Tento dojem umocnil dominující věžičkou, kterou vede hlavní vstup přímo do společenských prostor přízemí. Vila byla vsazena do pěkného parkového prostředí. Nacházel se v ní i parkový domek ve folkloristických stylu.
- dům Dr. Markoviče, Nové Mesto nad Váhom (1904)
- činžovní dům pro J. Kellera, Budapešť (1906)
- dům Dr J. Kohouta, Martin (1908)

#### Veřejné stavby
Jeho cesta k funkcionalistické architektuře vedla všemi projevy architektonické tvorby druhé poloviny 19. století. Na stavbě Slovenské banky v Ružomberku (1901–1902) pokračoval ve své architektuře. Vlastní tvorba je podřízena požadavkům praktického použití, účelnosti a hlavně osvobození od ornamentiky. Tento nový směr, dodatečně nazvaný racionalismus, vyhovoval životním pocitům nové společnosti.
Vzniku banky předcházelo úsilí Jozefa Houdka, který patřil k zakladatelům průmyslu a bankovnictví v tomto regionu.
Byl spoluzakladatelem a prvním ředitelem Továrny na mechanickou buničinu v Ružomberku, spoluzakladatelem České papírny a Ružomberského úvěrového spolku (1879), ze kterého se vyvinula Slovenská banka.
Tato stavba je jednou z nejstarších staveb ve městě a patřila rodině Houdkově. Narodila se zde spisovatelka a překladatelka Bohdana Makovická-Škeltétyová, manželka Jozefa Škultétyho. Dále se zde narodil i politik, publicista a vlastenec Ivan Houdek. Dům patřil k významným střediskům slovenského národního života.
Dnešní novou funkcí budovy je knihovna. Výhodou této knihovny je hlavně to, že se nachází ve středu města na pěší zóně v tichém prostředí.
- Biskupský palác, Vršac (1903–1904) – rezidence srbského pravoslavného biskupa postavená jako jednolodní obdélníkový dvojtrakt. Hlavní průčelí je po výtvarné stránce řešeno v pseudostylu barokního klasicismu. Celá stavba působí tektonicky díky pevnému podkladu – přízemí s vodorovnými spárami a opticky odlehčenému patru s hladkými stěnami.
- Okresní soud, Myjava (1904–1906)
- Slovenské národní muzeum, Martin (1905–1908) – jde o takzvané staré muzeum v Martině. Na tuto stavbu byla vypsána soutěž, kterou Harminc vyhrál. Skladba vhodně poukazuje na výstavně-vědecký ráz, studijní a pracovní provoz muzejní činnosti. Dispozičně a výtvarně vyrovnané řešení. V přízemí jsou umístěny pracovní prostory a až na podlaží jsou výstavní prostory. Hlavní průčelí obsahuje prvky klasicizujících architektonických článků. Vstup je rámovaný klasicizujícím portikem.
- Tatra banka, Martin (1910)
- Slovenská hospodářská banka, Trnava (1914–1915)

#### Školy
- Hyne (1902)
- Skalica (1912)

#### Chrámy

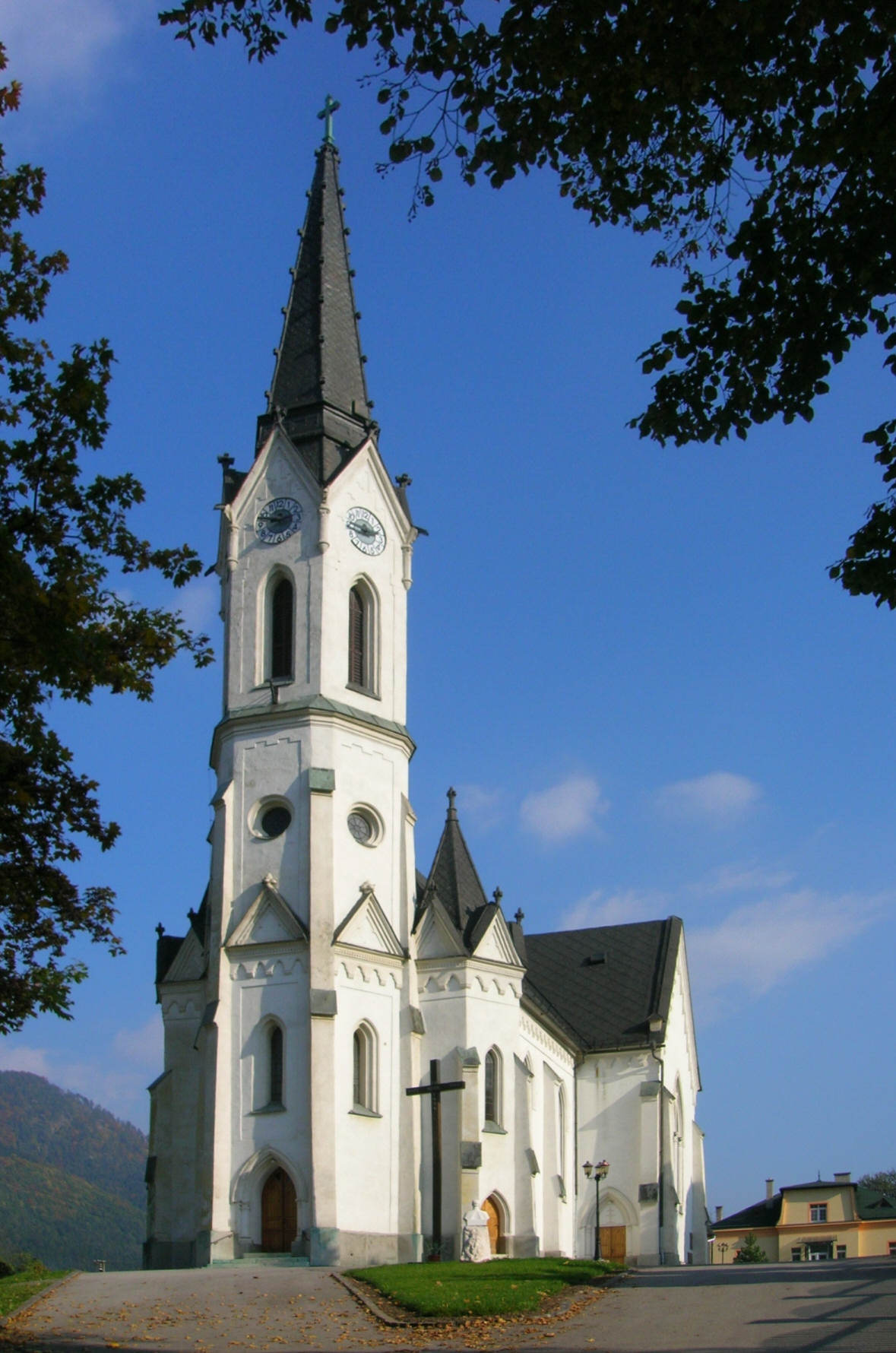
Kostel Panny Marie Růžencové v Černové v Ružomberku.

- evangelický kostel, Pribylina (1901–1902) – jednolodní prostor s polygonálním uzávěrem presbytáře. Poprvé byl použit systém pro zavěšenou gotizující klenbu.
- Veľká Kubrá (1905) – historizující stavba s jednolodní prostorem s půlkruhovou apsidou a věží představěnou na ose hlavní fasády kostela.
- Černová (1906–1907) – jednolodní gotizujíci[1]
  - Prietrž (1907) – projektovaný v neohistorickém duchu
  - Balassagyarmat, srbský pravoslavný chrám (1908)
  - Báhoň (1914);
  - Liptovská Porúbka (1915) – projektovaný v neohistorickém duchu

### Druhé období
Druhé období Harmincovy tvorby začalo v roce 1915, poté co se přestěhoval na Slovensko. Po politických a společenských změnách patřil Harminc k architektům, kterým se dostávalo spousty projekčních možností. Od vlivů budapešťských pseudohistorických a secesních principů se více orientuje na evropskou architekturu, jejímž silným zdrojem bylo Německo, které prezentovalo výtvarné zásady moderní oficiální monumentalitou.

#### Rodinné domy, vily a nájemní domy
- dům Pazzetiho, Liptovský Mikuláš (1916)
- dům Dr. M. Mičury, Bytča (1919)
- dům Dr. E. Stodoly, Bratislava (1924)
- dům Dr. Fabryho, Bratislava (1924–1925)
- dům Vágha, Nový Smokovec (1926)
- vilka Lengyel, Nový Smokovec (1931)
- dům s obchodem pro J. Fischera, Bratislava, Suché Mýto (1928–1929)

#### Veřejné stavby

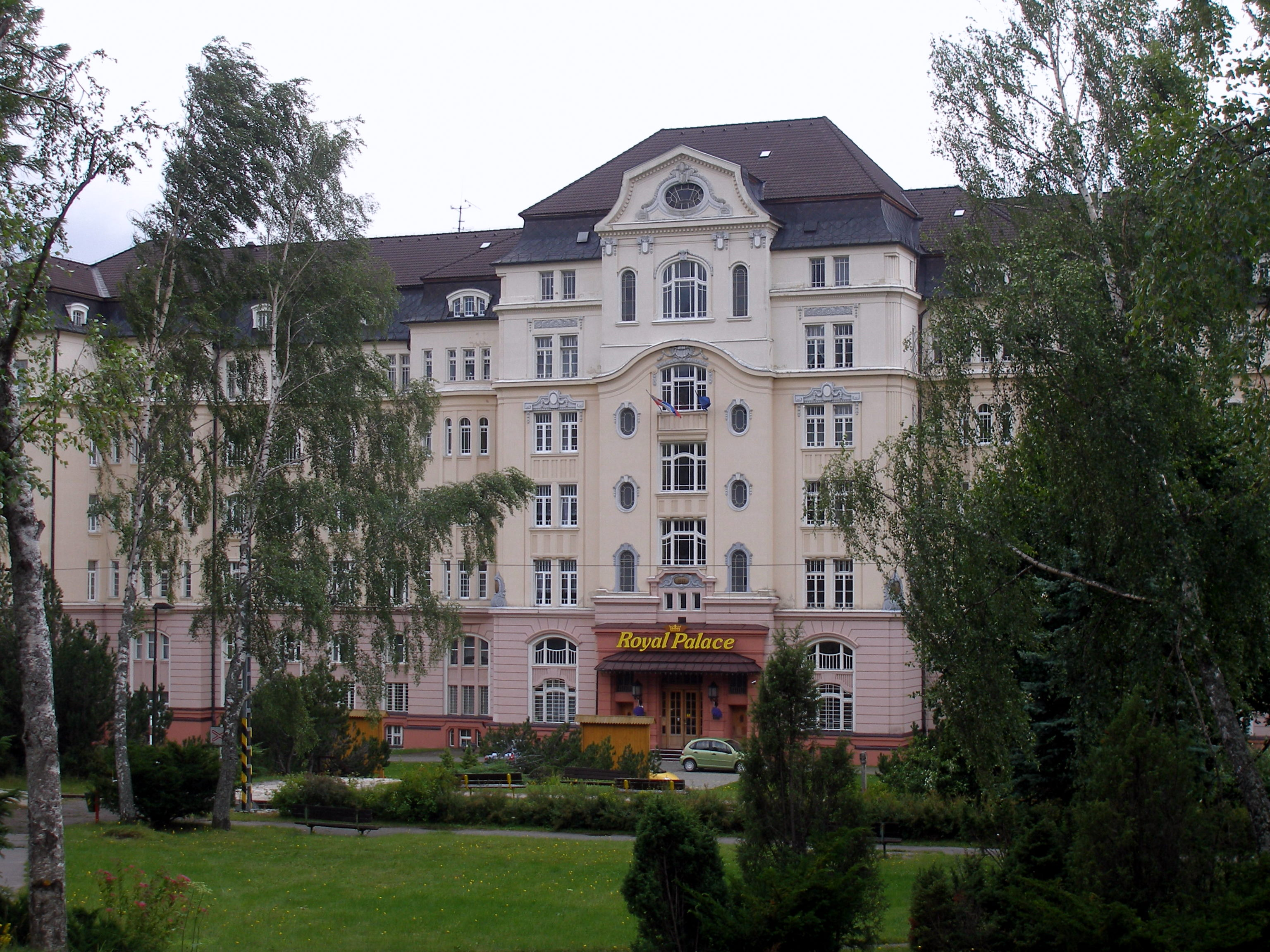
Sanatorium doktora Szontágha, Nový Smokovec.

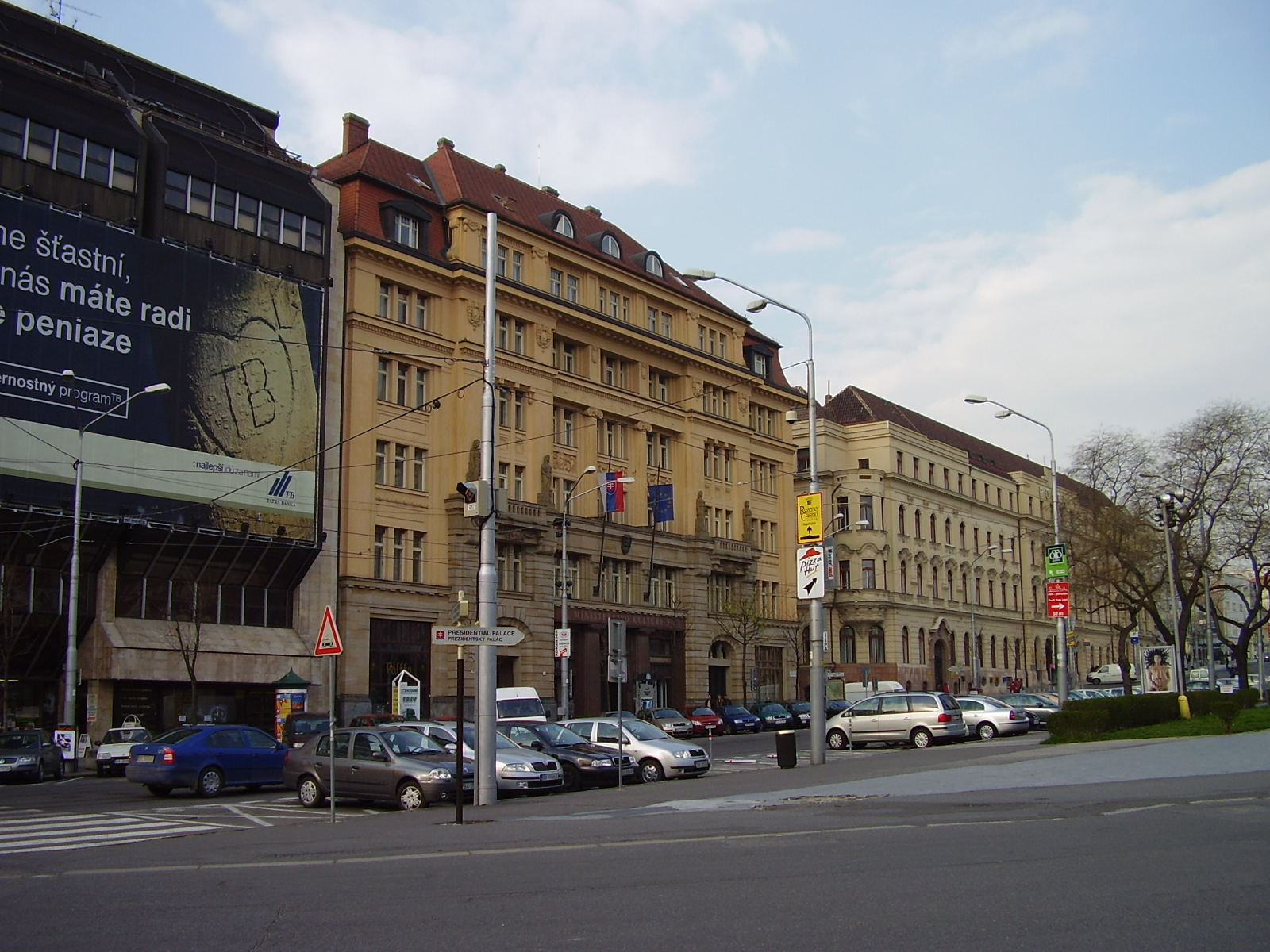
Bankovní palác Tatra banky (dnes ministerstvo kultury) dokončena v roce 1925.

- Tovární budovy (garbiareň) Lacko-Pálka, Liptovský Mikuláš (1915–1916)
- Palace sanatorium Dr. Szontágha, Nový Smokovec (1917–1925) – vytvořen jako mohutný blok. Tvoří ho pětipatrový blok se zděnými obvodovými stěnami. Vnitřní pilíře byly ze železobetonu. Zatímco přízemí je řešené jako konstrukční trojtrakt, první až páté patro je vytvořeno jako konstrukční dvojtrakt. Navázal na nový typ léčebny s takzvanými terasovými balkony podle Dr. Sarassona. Do areálu patří i jednopatrový hospodářský blok a v roce 1934 byl přistavěn blok pro zaměstnance.
- Tatra banka, Bytča (1919)
- Domy spořitelny a městské domy s ateliéry, Martin (1921–1922)
- Bankovní palác Tatra banky v Bratislavě (1922–1925) – pětipatrová budova s uzavřenou dispozicí, mírně pootevřená od druhého podlaží. Fasáda byla bohatě členěná. Kromě banky se v ní nacházelo kino a čtyři obytná podlaží.
- Internát VSP, Nitra (1926–1928)
- Zemědělské muzeum (dnes Slovenské národní muzeum), Bratislava (1925–1928) – budova stojí na lichoběžníkovém půdorysu, což podmínilo i tvar budovy. Jde o třípatrovou budovu s nástupním malým čelem natočeným v ose malého náměstí před budovou.
  - Hotel Carlton-Savoy (dnes Hotel Radisson SAS Carlton), Bratislava (1928) – přestavba bratislavských pohostinských objektů U zeleného stromu. Úkolem, který Harminc splnil, bylo spojit více obytných staveb do jednoho celku a vhodně je komunikačně propojit a zarovnat do pětipodlažní úrovně. Dispozice celé budovy je hřebínková ve tvaru písmene E.

##### Školy
- Kráľová nad Váhom (1928)

##### Kostely
- Teplička nad Váhom (1924)
- evangelický kostel, Východná (1926–1927)
- Pliešovce (1928)
- Nový evangelický kostel, Bratislava (1929–1931)
- Rabča (1929)

### Třetí období
Do třetího období Harmincovy tvorby spadá doba od roku 1929, která je značně ovlivněna konstruktivismem a funkcionalismem – jednoduchost masy a její členění, ale stále jsou viditelné prvky monumentality.

#### Rodinné domy, vily a nájemní domy
- vila rodiny Lackovy, Liptovský Mikuláš (1930)
- vila Lengyel, Nový Smokovec (1931)
- dům P. Houbičky, Nový Smokovec (1931)
- dům M. Fulekové, Prievidza (1945)
- slovenská bouda stavitele Doležala, Skalica (1946)
- domy sídliště Oravská – vesnice pro vysídlence, Trnava (1941, nerealizováno) – stavby seřazeny v symetrických řadách. Osu tvoří ulice sídliště.

#### Veřejné stavby
- dům pěveckého spolku Slovenských učitelů, Trenčianske Teplice (1930)
- pavilon infekční nemocnice, Žilina (1930)
- lékárna, Nový Smokovec (1930) – budova postavená pro lékárníka Samuela Búľovského. Momentálně nese jméno Villa Gerlach.
- dostavba kina a hotelu Reduta, Poprad (1931)
- nová budova Slovenského národního muzea Martin (1931)
- okresní úřad, Poprad (1931)
- Pavilon porodnice, Martin (1931–1938)
- lázeňský komplex, Trenčianske Teplice (první místo v soutěži, nerealizováno, 1934)
- Palace Sanatorium, Nový Smokovec (1934) – pětipatrový trojtrakt s rovnou střechou. Použit byl ocelový skelet.
- dům Slovenské ligy s kinem a pasáží, Bratislava (1934–1936) – komplex s ocelovou kostrou, který má tři části – čtyřpatrové, paralelní pětipatrové a příčný trakt – pasáž. V přízemích budov a pasáži jsou umístěny obchody, v prvním patře administrativa a zbytek tvoří byty.
- lázeňský dům, Lúčky (1934–1948); Obecní dům a Hasičský dům, Uhorská Ves (1937)
- starobinec, Holíč (1935)
- Rolnická vzájemná pokladna, Trnava (1937)
- administrativní budovy, Spišská Nová Ves (1938–1940) – komplex dvou nárožních budov.
- sirotčinec, Holíč (1940)
- Nemocnice Milosrdných bratří, Skalica (1941–1944 a 1947)
- Sanatorium tbc, Nová Polianka (projekt 1941, realizace 1947–1952) – poslední realizovaný projekt

#### Školy
- Krásna Hôrka (1936)
- Poprad (1930)
- Radošovce (1930)
- Rača, Selice (1931)
- Vráble (1932)
- Banka, Nitra (1932–1933)

#### Chrámy
- Urmince (1931)
- Zuberec (1933)
- Veľký Grob (1934)
- Šulekovo (1934–1935)
- Trakovice (1934–1935)
- Držkovce (1935)
- Krásna nad Hornádom (1935)
- Žilina (1935–1936)
- Senica (1938)
- Púchov (1939)
- Novoť (1940)
- Lamač (1947)

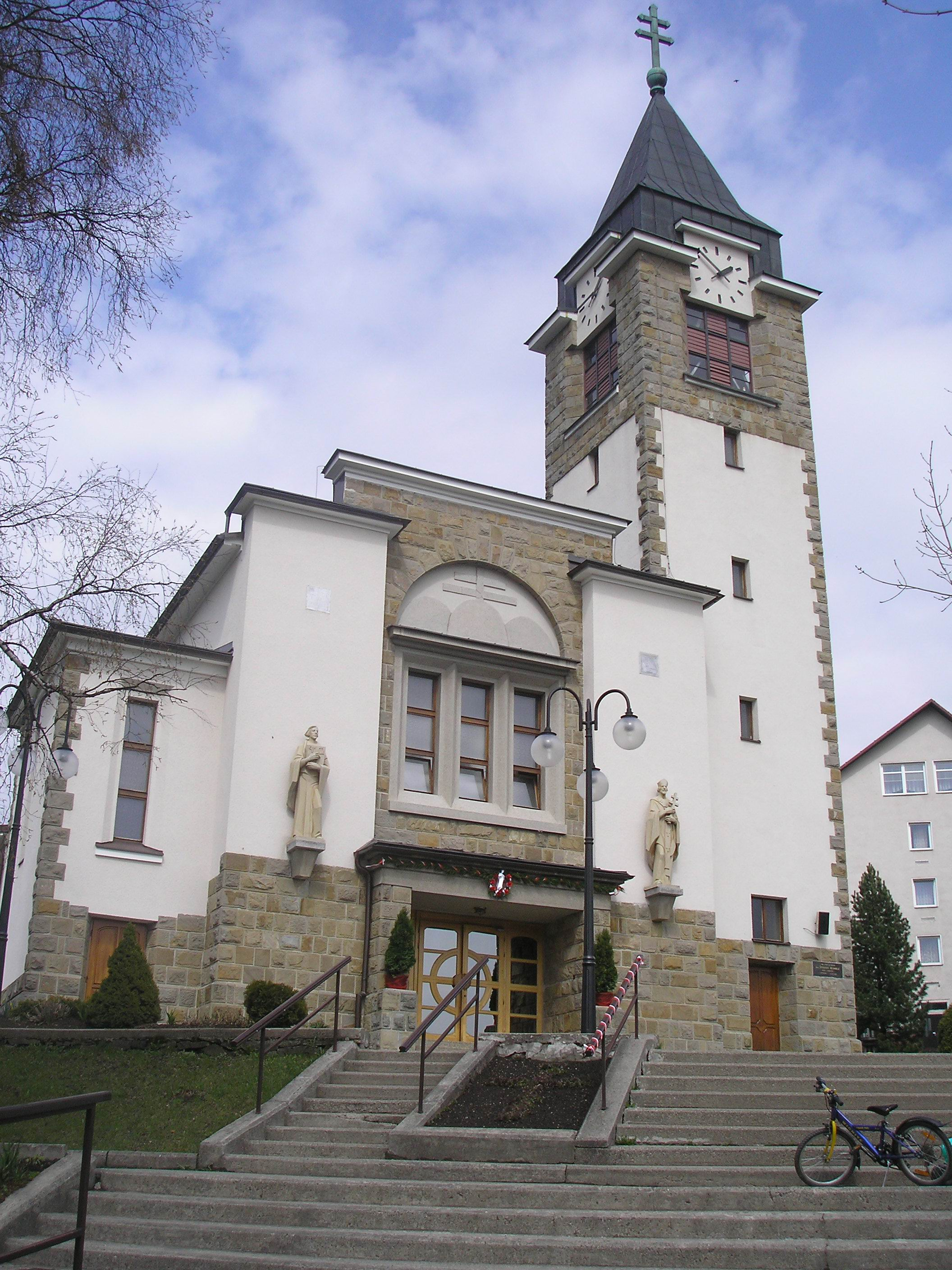
Římskokatolický kostel v Novoti

- Mauzoleum rodiny Kuffnerovcovy, Sládkovičovo (1926)

Harminc projektoval výlučně budovy až na pár výjimek. Patří mezi ně ikonostasy v srbském pravoslavném chrámu, několik oltářů v ostatních kostelech a dvě mauzolea – mauzoleum Petra Luppi a Milana Mandica v Pomázi u Budapešti.

## Zajímavosti
Traduje se, že jednou před příchodem do Tater se Harminc ohlásil telegramem. Bál se totiž, aby pozdě večer nezůstal v Popradu bez spoje. Jelikož telegram posílal z Budapešti, Szontághův maďarsky hovořící úředník pochopil jeho podpis jako počet příchozích hostů a poslal k rychlíku přiměřený počet kočárů. Úředník přistupoval ke své práci opravdu zodpovědně, a tak Harminca ve Smokovci čekalo i třicet porcí večeře a třicet postelí.